# 帰ってきた旋風児
『帰ってきた旋風児』（かえってきたマイトガイ）は、1962年10月5日に公開された日本の映画である。監督は野口博志。主演は小林旭。日活制作。

## 概要
新作発表会を目前に控えた二階堂卓也は、横浜港で日本人のファッションモデルの死体を見つけた。そして、その事件に絡んでいる香港の売春シンジケートに挑むシリーズ第5弾。

## キャスト
- 二階堂卓也： 小林旭
- 花村京子： 松原智恵子
- 政吉：藤村有弘
- 荒木記者 ： 青山恭二
- 村瀬安子： 上月左知子
- 中村捜査課長： 芦田伸介
- 香港の秀： 高品格
- 新作発表会の司会者： 弘松三郎
- 税関の男Ａ： 宮崎準
- 堂本： 雪丘恵介
- 税関の男Ｂ ： 長弘
- 第三かもめ丸船長： 土方弘
- 森口： 宮原徳平
- 東都タイムスデスク： 英原穣二
- 皆川： 島村謙二（島村謙次）
- 香港の秀の子分 ： 近江大介
- さくら丸船員： 水木京二（水木京一）
- 第三かもめ丸船員：三杉健
- 新聞記者Ｂ：八代康二（八代康次）
- さくら丸船員：玉井謙介、今村弘
- 第三かもめ丸船員 ： 里実（大門実）
- 新作発表会の観客：松丘清司
- 新聞記者Ｄ：河瀬正敏
- 香港の秀の子分：本目雅昭、志方稔
- 東都タイムス運転手：柴田新三
- 堂本リカ： 白河道子
- 香港の日本人コールガール： 家根谷美代子（水城英子）、武内悦子、水森久美子
- 新作発表会の受付嬢：伊藤星子
- 送迎デッキの係員：朝香奈緒美
- 新作発表会のアナウンス嬢： 大隈昌代
- 三谷正子 ： 橘田良江
- コールガール組織の一人：小島忠雄（小島忠夫）
- 香港の秀の子分：沢田裕
- 事務所の記者・重松：押見史郎
- 新聞記者Ａ： 小野武雄
- 神奈川県警警官：平塚仁郎
- 浜口竜哉
- 藤井昭雄
- 香港の秀の子分：杉浦公司
- 漁業組合組合長：土田義雄
- 第三かもめ丸船長：大川隆
- 新聞記者Ｃ： 田中滋
- 新作発表会出演者： 漆沢政子、日活ファミリーダンシングチーム
- 振付：灰原明彦
- 技斗 ： 高瀬将敏
- 以下ノンクレジット
- エレベーターの男： 澄田浩介
- 新作発表会係員 ：藤沢健男
- 新作発表会案内係 ：宮沢尚子
- 新作発表会の観客：清水千代子、 石川恵一、斉藤倫子
- 楽屋の記者：加村裕之
- 羽田空港の女 ：深町真喜子（深町真樹子）
- 刑事： 山岡正義、式田賢一
- 野次馬・北九州代表・すれ違うアベック： 大谷木洋子
- 横浜の入国管理官： 三谷龍男（三谷忠雄）、堀崎二郎
- 野次馬 ：林浩子(林泰江)、和田みどり
- 香港の秀の子分：千代田弘、 永沢伸介、赤司健介
- 事務所の記者：東郷秀美、山川朔太郎、久松成次郎、井田武（いだたけ志）、 秋山耕志、 伊藤浩、新村猛
- 事務所の記者・警官：川倉泰彦（矢藤昌宏）
- 社会部長：市原久照（市原久）
- 大会会場の警備の警官： 露木譲
- 南九州代表： 中庸子
- 中部代表： 渡辺節子
- 南関東代表： 北出桂子
- 大道具係： 糸賀晴雄、菅原義夫、 北上忠行
- ホールの警備の警官：二階堂郁夫、倉田栄三
- 医者： 伊達満

## スタッフ
- 監督：野口博志
- 脚本：織田清司
- 企画：茂木了次
- 音楽：鏑木創
- 原作：川内康範